# 시모카노촌 (시즈오카현)
시모카노촌(일본어: 下狩野村)은 일본 시즈오카현의 동부, 다가타군에 속해있던 촌이다. 현재의 이즈시 북부, 가노강과 오미강이 합류하는 지점 부근에 해당한다.

## 역사
- 1889년 4월 1일 - 정촌제 시행에 의해 다카타군 시모카노촌이 성립하였다.
- 1956년 9월 30일 - 슈젠지정에 편입해, 동일 시모카노촌은 폐지되었다.

## 교통

### 도로
- 국도 제136호선

## 참고문헌
- 角川日本地名大辞典 22 静岡県